# Kulebjerg Overdrev
Kulebjerg Overdrev er et gammelt overdrev i Kulebjerg Skov nær Skellebjerg på Vestsjælland. Hele området er på ca. 8 ha. Overdrevet har aldrig været opdyrket, hvilket er grunden til, at der rundt om i det lysåbne område ligger mange store strøsten fra sidste istid. Tuer lavet af Gul Engmyre bidrager til det ujævne terræn. Derudover præges landskabet af talrige store, fritstående ege- og nåletræer, buske af blandt andet slåen, ene og hvidtjørn samt et par vandhuller.
Allerede i 1925 blev ca. 2 ha. af Kulebjerg Overdrev fredet for at beskytte de landskabsmæssige kvaliteter samt naturtypens karakteristiske plante- og dyrearter. Af samme årsag afgræsses overdrevet i dag af kreaturer for at forhindre tilgroning. Floraen inkluderer stadig flere arter typiske for overdrev såsom Liden klokke, Lav tidsel og Hedelyng. Et par arter af gøgeurt, der tidligere er fundet på området, er forsvundet.
Kulebjerg Overdrev hører under godset Conradineslyst, men man kan færdes frit overalt på overdrevet. På grund af græsningen er der dog kreaturhegn, som skal passeres via låger eller stenter. Hunde må ikke medbringes.

## Galleri
- Tuer af Gul Engmyre på Kulebjerg Overdrev.
- Spredt rundt om i området står flere store, gamle egetræer.
- Centralt på overdrevet ligger et par vandhuller. Det største har åbent vandspejl hele året.
- Overdrevet kan nås både nordfra fra Hedeborydevej ad Jyderupstien eller sydfra ad stierne i Kulebjerg skov fra vigepladsen ved Sorøvej (255).